# انتخابات آینده مجلس فلسطین
انتخابات آینده مجلس فلسطین، بارها به تعویق افتاده یا لغو شده است. اخیراً طبق فرمان رئیس‌جمهور فلسطین، محمود عباس در ۱۵ ژانویه ۲۰۲۱، انتخابات برای ۲۲ مه ۲۰۲۱ برنامه‌ریزی شده بود، اما در ۲۹ آوریل ۲۰۲۱، به‌طور نامحدود به تعویق افتاد.
حماس و همچنین سازمان ملل و اتحادیه اروپا و نیز برخی دیگر از کشورها، از این فرمان استقبال کردند. حماس و فتح و گروه‌های دیگر در ۹ فوریه دربارهٔ سازوکارهای انتخابات شامل دادگاه انتخاباتی و تعهد برای رأی‌گیری آزاد توافق کردند.
کمیسیون مرکزی انتخابات فلسطین عهده‌دار برگزاری انتخابات است. حنا ناصر رئیس کمیسیون در ژانویه ۲۰۲۱ گفت که «نزدیک دو میلیون فلسطینی در اورشلیم، کرانه باختری و نوار غزه واجد شرایط رأی دادن هستند.» در ۲ مارس، پس از پایان مهلت ثبت نام برای رأی دادن کمیسیون انتخابات اعلام کرد که ۲٫۶ میلیون از ۲٫۸ میلیون واجد شرایط رأی‌دهی در کرانهٔ باختری و غزه برابر ۹۳٪ ثبت نام کرده‌اند. در ۱۴ مارس یکی از مقامات تشکیلات خودگردان گفت که ساکنان عرب بیت‌المقدس در انتخابات مجلس فلسطین شرکت خواهند کرد. با این حال یکی از مقامات ارشد اسرائیل گفته هنوز تصمیمی اتخاذ نشده است. عباس و دیگر مقامات فلسطینی در گذشته گفته بودند بدون مشارکت ساکنان عرب در بیت‌المقدس، هیچ انتخاباتی برگزار نخواهد شد.